# 艾莉森·乔利 (帆船运动员)
艾莉森·乔利（英語：Allison Jolly，1956年8月4日—），美国女子帆船运动员。她曾代表美国参加1988年夏季奥林匹克运动会帆船比赛，联同琳恩·朱厄尔获得女子470级金牌。